# Osza (Permi határterület)
Osza (oroszul: Оса) város Oroszország Permi határterületén, az Oszai járás székhelye.
Lakossága: 21 188 fő (a 2010. évi népszámláláskor).

## Fekvése
A Permi határterület déli részén, Permtől kb. 92 km-re (közúton kb. 143 km-re) délnyugatra, a Kámán létesített Votkinszki-víztározó bal partján terül el. Folyami kikötő. A legközelebbi vasútállomás Csernuska (kb. 110 km-re délre), a Jekatyerinburgba vezető vasúti fővonalon.  

## Története
1591-ben alapították, később erődítménnyé képezték ki. A 18. század elején újonnan épített, öt toronnyal megerősített kettős fallal vették körül, bejáratánál felvonóhidat építettek. Előbb 1708-tól 1719-ig, majd 1739-től ismét város volt. 1781-ben városi rangban ujezd székhelye lett. 
A Pugacsov-féle felkelés csapatai elfoglalták és a fából épült erődítményt felégették. A 19. század elején gazdasági jelentősége megnőtt, a Szibériába vezető útvonal egyik kereskedelmi központjának számított.   
1924-ben az akkor létrehozott Oszai járás székhelye lett. Közelében 1960-ban jelentős olajlelőhelyet tártak fel, melynek kitermelését 1963-ban kezdték meg. A lelőhelyen két földalatti atomrobbantást hajtottak végre, hogy így növeljék a kinyerhető olaj mennyiségét.

## A mai város
Az olajbányászattal foglalkozó cégeken kívül a városban gépgyár, faipari és élelmiszeripari vállalatok működnek. 
A városképet a Troickij-székesegyház (Szentháromság-székesegyház) magasra nyúló épülete uralja. A 20. század elején épített (1902–1916) templom 44 m magas, kupolájának átmérője több mint 11 m. A szovjet korszakban, 1930-ban bezárták. 2004-ben újból fölszentelték, a felújítási munkák azt követően is folytatódtak. 
A városban fennmaradt több tekintélyes 19. századi kereskedői ház, a 19. század első felében épült igazgatási épület és a kereskedői sor a 19. század végéről.